# Kazuifel
Een kazuifel is een mouwloos opperkleed dat gedragen wordt door de priester als hij de eucharistie viert. Het is een van de paramenten die gebruikt worden in de Rooms-Katholieke Kerk.
Het kazuifel draagt de priester over de andere liturgische kleding (albe, stola en cingel) heen. Het phelonion is het equivalente gewaad in het oosters christendom.
Een kazuifel vormt doorgaans een geheel met een bijpassende stola, manipel, bursa en kelkvelum.
Het woord "kazuifel" komt van het Latijnse woord "casubulum", "casibulum" of "casula," met de betekenis "klein huisje". Een synoniem voor "casula" is "planeta." Vroeger droegen diakens bij bepaalde gelegenheden een kazuifel, dat ze opgevouwen over hun linkerschouder droegen, de zogenaamde "planeta plicata" of "het gevouwen kazuifel". Toen stijvere kazuifels in de mode kwamen kregen de diakens een zijdelingse stola, de 'stola latior', die strikt gezien geen stola is maar een kazuifel.

## Liturgische kleuren
Er zijn verschillende kleuren kazuifels. De kleur van stola, manipel, bursa en kelkvelum zijn hetzelfde als die van het kazuifel. De kleur wordt bepaald aan de hand van de kalender van het kerkelijk jaar:
- Groen wordt gedragen in de tijd door het jaar. Het is de kleur van de hoop.
- Rood wordt gedragen op feestdagen van de Heilige Geest (bijvoorbeeld Pinksteren en bij het vieren van het heilig vormsel), op Palmzondag en Goede Vrijdag en op feestdagen van martelaren (bloed), bijvoorbeeld op tweede kerstdag (26 december, St.-Stefanus).
- Paars wordt gedragen in tijden van inkeer en boete: de advent en de vastentijd. Ook wordt paars tijdens uitvaarten gedragen.
- Wit is de feestkleur van de meeste (hoog)feesten, zoals Pasen en Kerstmis. Bij Mariafeesten worden soms witte kazuifels met blauwe accenten gedragen, omdat geheel blauw (in het westen de kleur van Maria bij uitstek) alleen op enkele plaatsen is toegestaan.
- Goud wordt op hoogfeesten gedragen als vervanging van wit, om een extra feestelijk tintje te geven.
- Roze hoort te worden gedragen op de derde zondag van de advent, zondag Gaudete en de vierde zondag van de veertigdagentijd, Laetare. Roze is een mengsel van wit en paars, de kleur die de priester in het midden van een boetetijd draagt om te laten zien dat het paars binnenkort wit zal worden. Omdat een kazuifel dat slechts twee dagen per jaar wordt gedragen voor veel parochies te kostbaar is, wordt roze niet overal gedragen.
- Zwart was tot de liturgische hervorming de traditionele kleur voor uitvaarten en Allerzielen (in het oude missaal ook voor Goede Vrijdag). Het is de kleur van rouw.
- Blauw is strikt gesproken geen liturgische kleur, maar is per indult toch in enkele landen toegestaan voor Mariafeesten, zoals in Spanje en alle landen die ooit door het huis Wittelsbach zijn geregeerd.

## Modellen

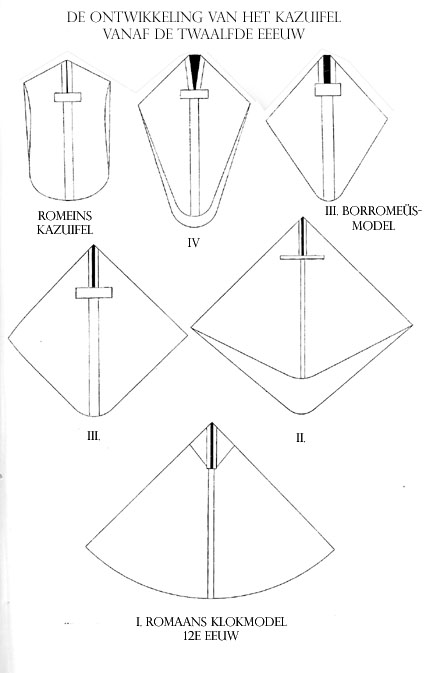
Ontwikkeling van het kazuifel

Het kazuifel heeft in de loop der jaren sinds de twaalfde eeuw een zekere ontwikkeling ondergaan (zie afbeelding hiernaast). In het begin bestond het uit een volmaakte cirkel van stof met een halsopening in het midden, later werd hij steeds kleiner en stijver, maar met meer borduurwerk. Deze ontwikkeling begon met het "klokmodel" en eindigde met het "Romeinse model" (in het klerikaal dialect ook wel "vioolkist" of "plank" genoemd). Waar in het Westen de zijkanten van de kazuifel korter en korter werden, verkortte in het Oosten de voorzijde van het phelonion, zodat dat eerder op een koorkap lijkt.
Tegenwoordig worden er in Nederland weer vooral gotische modellen gedragen en soms zelfs klokmodellen. Onder jonge priesters kent de "vioolkist" echter een bescheiden revival, in het bijzonder in de bisdommen beneden de grote rivieren.

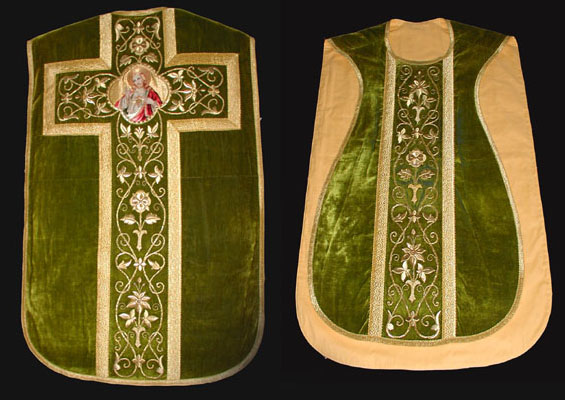
Groene kazuifel met goudborduurwerk uit de Sint-Gertrudiskerk te Maarheeze
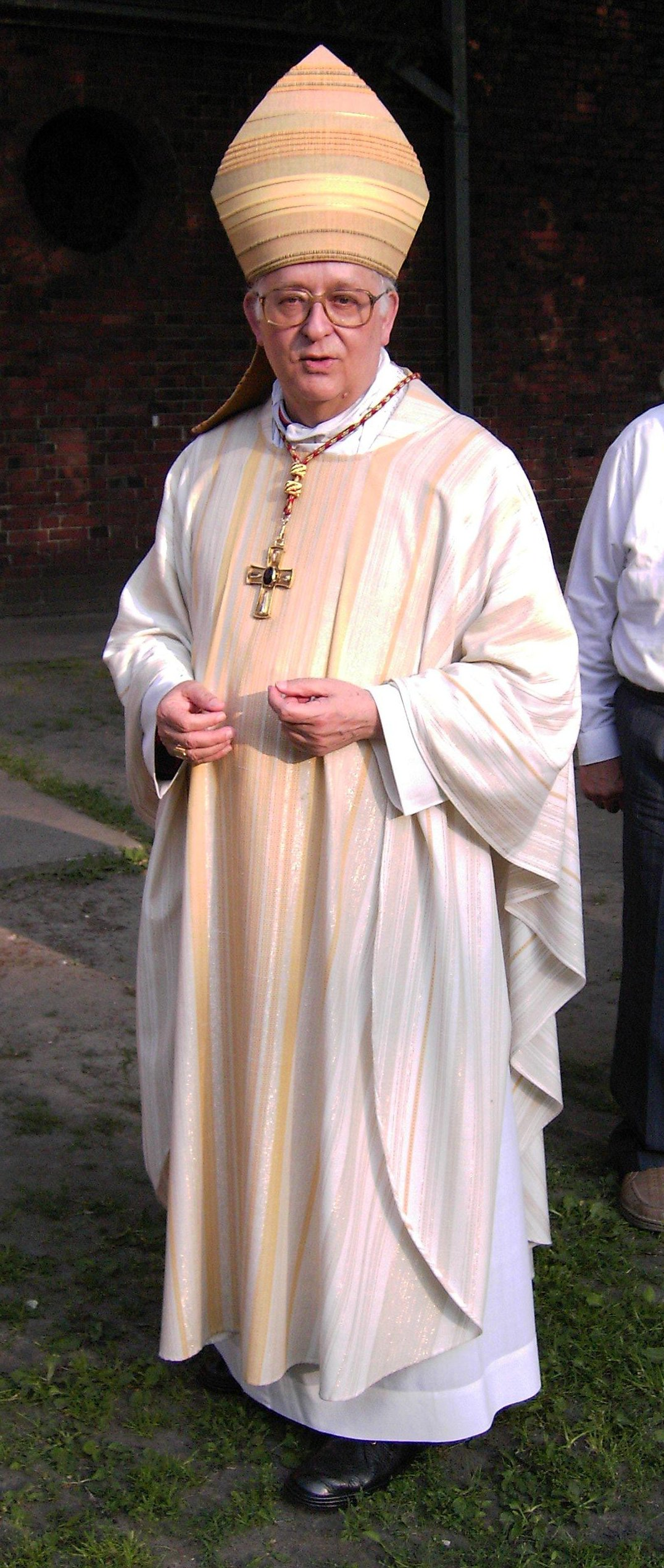
Kazuifel naar Gotisch model
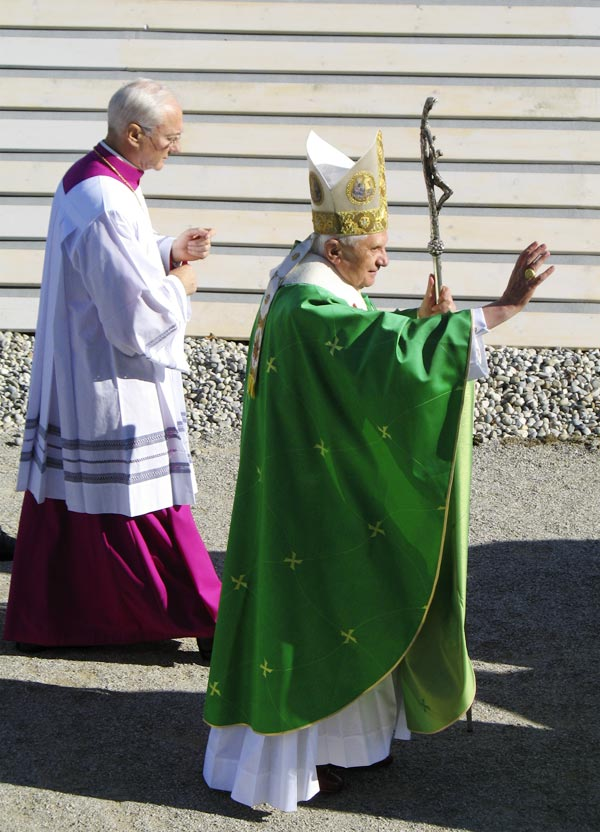
Paus Benedictus in kazuifel
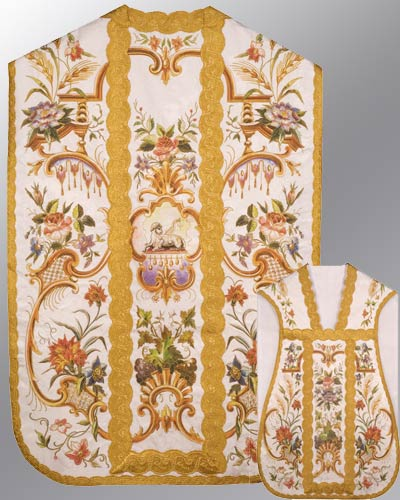
Een Romeinse kazuifel